# Bivacco Mamo Comotti
Il bivacco Mamo Comotti è un bivacco situato nel comune di Gressoney-La-Trinité (Ao), in Valle d'Aosta, nelle Alpi Pennine, a 3550 m s.l.m.

## Storia
Il bivacco è stato posizionato nell'estate del 2015 in un leggero avvallamento, quasi pianeggiante, lungo la cresta del Naso del Lyskamm in ricordo dell'alpinista Massimo Comotti, morto sul Monte Rosa nel 2009.

## Caratteristiche e informazioni
La struttura portante del bivacco è in legno lamellare, pensata per resistere alle sollecitazioni meccaniche in un ambiente di alta montagna e rivestita di lastre in acciaio COR-TEN, materiale caratterizzato da un'alta resistenza ai carichi e agli agenti atmosferici. Per garantire un maggior isolamento dall'umidità e un accesso agevole anche durante i periodi di innevamento, la struttura è sollevata dal suolo di circa mezzo metro. Il bivacco poggia su un telaio in acciaio sopraelevato, sorretto da putrelle in acciaio zincato.
La struttura è dotata di un impianto fotovoltaico a isola con batterie al gel, particolarmente adatte a resistere a temperature rigide, che alimenta l'illuminazione interna del bivacco e la luce esterna di segnalazione. La piccola cucina all'interno è alimentata a gas.
La zona notte è costituita da 6 posti letto.

## Accessi
L'accesso avviene partendo da Gressoney La Trinité, località Stafal (1.820 m) risalendo la vallata verso il ghiacciaio del Lys e quindi lungo la cresta del Naso del Lyskamm.

## Ascensioni
- Naso del Lyskamm, cresta integrale
- Lyskamm Orientale, per la Cresta Sella